# رأس نفرتم
تم العثور على رأس نفرتم (المعروف أيضًا باسم الرأس من زهرة اللوتس أو توت عنخ آمون باسم إله الشمس) في مقبرة توت عنخ آمون (مقبرة 62) في وادي الملوك في غرب طيبة. يصور الملك المصري كطفل ويرجع إلى الأسرة الثامنة عشر في عصر الإمبراطورية المصرية. تم العثور على القطعة رقم 8 ويتم عرضها اليوم برقم الجرد JE 60723 بالمتحف المصري بالقاهرة.

## اكتشاف
كان اكتشاف رأس نفرتم مثيرًا للجدل، حيث لم يوثق هوارد كارتر القطعة في يوميات التنقيب الخاصة به. تم العثور على الرأس في عام 1924 من قبل بيير لاكاو وريكس إنجلباخ في مقبرة 4 (قبر رمسيس الحادي عشر)، والذي تم استخدامه كمخزن لجهود التنقيب، بين الزجاجات في علبة من النبيذ الأحمر. في ذلك الوقت، لم يكن كارتر في مصر بسبب الإضراب وإغلاق قبر توت عنخ آمون وسحب أو إلغاء رخصة التنقيب لأرملة اللورد كارنارفون ألمينا، السيد كارنارفون. صرح كارتر لاحقًا أنه وجد الرأس بين الركام في ممر مدخل مقبرة 62. في موسمه الأول من الحفريات، لم يُذكر الرأس؛ في ذلك الوقت، لاحظ كارتر فقط الأواني المرمرية المكسورة جزئيًا والكاملة والمزهريات المصنوعة من الطين المصبوغ في طريق المدخل. لا يوجد حتى توثيق فوتوغرافي للرأس في مجلة التنقيب كما هو الحال بالنسبة للقطع الأخرى الموجودة في المقبرة. لم تؤد هذه الحقائق إلى مزيد من الخلافات في دراسة الآثار المصرية فحسب، بل أثارت أيضًا الشكوك في بعض الأوساط حتى يومنا هذا بأن كارتر حاول سرقة الرأس.

## وصف

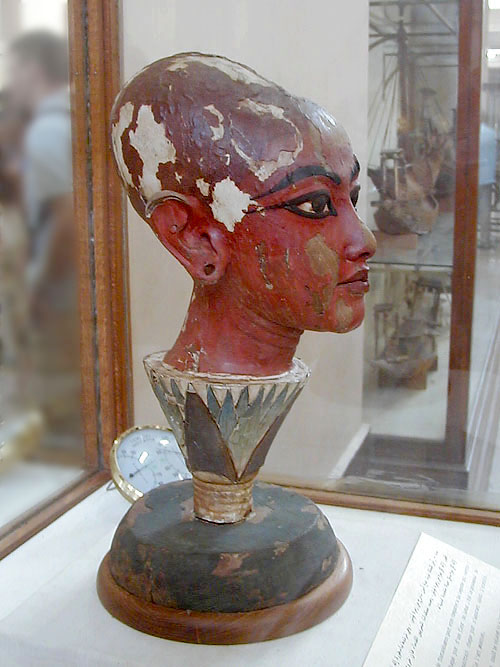
توت عنخ آمون في دور نفرتم يخرج من زهرة اللوتس الزرقاء، المتحف المصري، القاهرة

رأس نفرتم التالف جزئيًا محفور من الخشب ويبلغ ارتفاعه 30 سم (12 بوصة). طلاء الجص باللون الأحمر ، على الرغم من تضرر أقسام كبيرة؛ وعزا كارتر ذلك إلى استيلاء السلطات المصرية عليها عام 1924. الحاجبان، الكحل المصري النموذجي، وبؤبؤ العين تم طلائها باللون الأزرق الغامق. رأس الملك حليق بالكامل، لكن تظهر بقايا حلق على شكل طلاء أسود. يمتلك الرأس ملامح وجه توت عنخ آمون ويصوره كطفل. كما هو الحال في قناع الموت الذهبي، فإن آذان توت عنخ آمون مثقوبة.
من بين جميع القطع الأثرية التي تم العثور عليها حتى الآن ، فإن هذا الرأس هو التصوير الوحيد له عندما كان طفلاً.

## الدلالة
يصور النحت الملك المصري تحت ستار نفرتم، إله بزوغ الشمس. ينبع الإله الطفل نفرتم من زهرة اللوتس الزرقاء التي ارتبطت بعودة الشمس في الصباح لأن براعمها تنغلق في الليل وتفتح عند الفجر. القاعدة الزرقاء للتمثال النصفي ترمز إلى المياه البدائية التي أشرقت منها الشمس في بداية الخلق. كان الملك المصري مرتبطًا ارتباطًا وثيقًا بالشمس، ولكن كان الهدف من تصويره تحت ستار هذا الإله الشمسي الخاص أن يضمن بطريقة سحرية أن الملك المصري سيولد من جديد، تمامًا كما تولد الشمس من جديد عند الفجر.

## في الفن المصري
مثل صور بنات أخناتون ونفرتيتي الموجودة في تل العمارنة، فإن رأس نفرتم لديه تجاعيد طويلة في الرأس والرقبة نموذجية لفن العمارنة. هذا يشير إلى أن خلق الرأس حدث خلال حقبة العمارنة. يعتبر تصوير الملك كطفل من أجمل الفنون المصرية منذ نهاية الأسرة الثامنة عشر. تم عرض رأس نفرتم في معارض متنقلة للاكتشافات الأصلية المختارة من مقبرة توت عنخ آمون، بما في ذلك، من بين أمور أخرى، كنوز توت عنخ آمون (1972-1981).